# Meurtres en dentelles
Pour plus de détails, voir Fiche technique et Distribution.
Meurtres en dentelles est un téléfilm franco-belge réalisé par Adeline Darraux d'après un scénario de Jean-Marc Taba et Thomas Griffet, et diffusé pour la première fois en Belgique le 9 mars 2025 sur La Une.
Ce téléfilm policier dans la veine de la série Meurtres à... est une coproduction de Stromboli Films, France Télévisions, Be-FILMS et la RTBF (télévision belge), réalisée avec la participation de la Radio télévision suisse (RTS), de TV5 Monde et du Centre national du cinéma et de l'image animée.

## Fiche technique
Sauf indication contraire, les informations mentionnées dans cette section peuvent être confirmées par la base de données cinématographiques Allociné,  présente dans la section « Liens externes ».
- Titre français : Meurtres en dentelles
- Réalisation : Adeline Darraux[2],[3]
- Scénario : Jean-Marc Taba et Thomas Griffet[2]
- Musique : Nicolas Jorelle
- Photographie : Dominique Bouilleret[2]
- Décors : Clémence Pétiniaud[2]
- Production : Juliette Sol
- Sociétés de production : Stromboli Films, France Télévisions, Be-FILMS et RTBF
- Pays de production :  France /  Belgique
- Langue originale : français
- Format : couleur
- Genre : policier
- Durée : 90 minutes
- Dates de première diffusion : 
  - Belgique : 9 mars 2025 sur La Une[1],[2],[3]
  - Suisse : 11 avril 2025 sur RTS 1
  - France : 19 avril 2025 sur France 3

## Distribution
- Jean-Marc Barr : capitaine de gendarmerie Antoine Duprat
- Camille Aguilar : Lola Duprat, officier de la Section de recherches de Lille et fille d'Antoine
- Anne-Hélène Orvelin : Esther Collet
- Julien Crampon : Augustin Mole
- Agnès Ramy : Bérénice Franchet
- Félicien Juttner : Martin Balette
- Amélia Lacquemant : Zélie Balette
- Elizabeth Macocco : Anémone Balette
- Charlotte Poutrel : Marie Balette
- Saverio Maligno : Romain Larue

## Production

### Genèse et développement
Le scénario est de la main de Jean-Marc Taba et Thomas Griffet, et la réalisation est assurée par Adeline Darraux.
La production est assurée par Juliette Sol pour Stromboli Films.

### Tournage
Le tournage se déroule du 23 septembre au 18 octobre 2024 en région Hauts-de-France, en particulier dans le Cambrésis, à Beauvois-en-Cambrésis, Cambrai, Le Cateau-Cambrésis, Caudry et Saint-Hilaire-lez-Cambrai, au musée de la dentelle de Caudry et dans les ateliers de Sophie Hallette,,.

## Accueil

### Diffusions et audience
En Belgique, le téléfilm, diffusé le 9 mars 2025 sur La Une, est regardé par 232 298 téléspectateurs et se classe premier en termes d'audience.